# Défanage

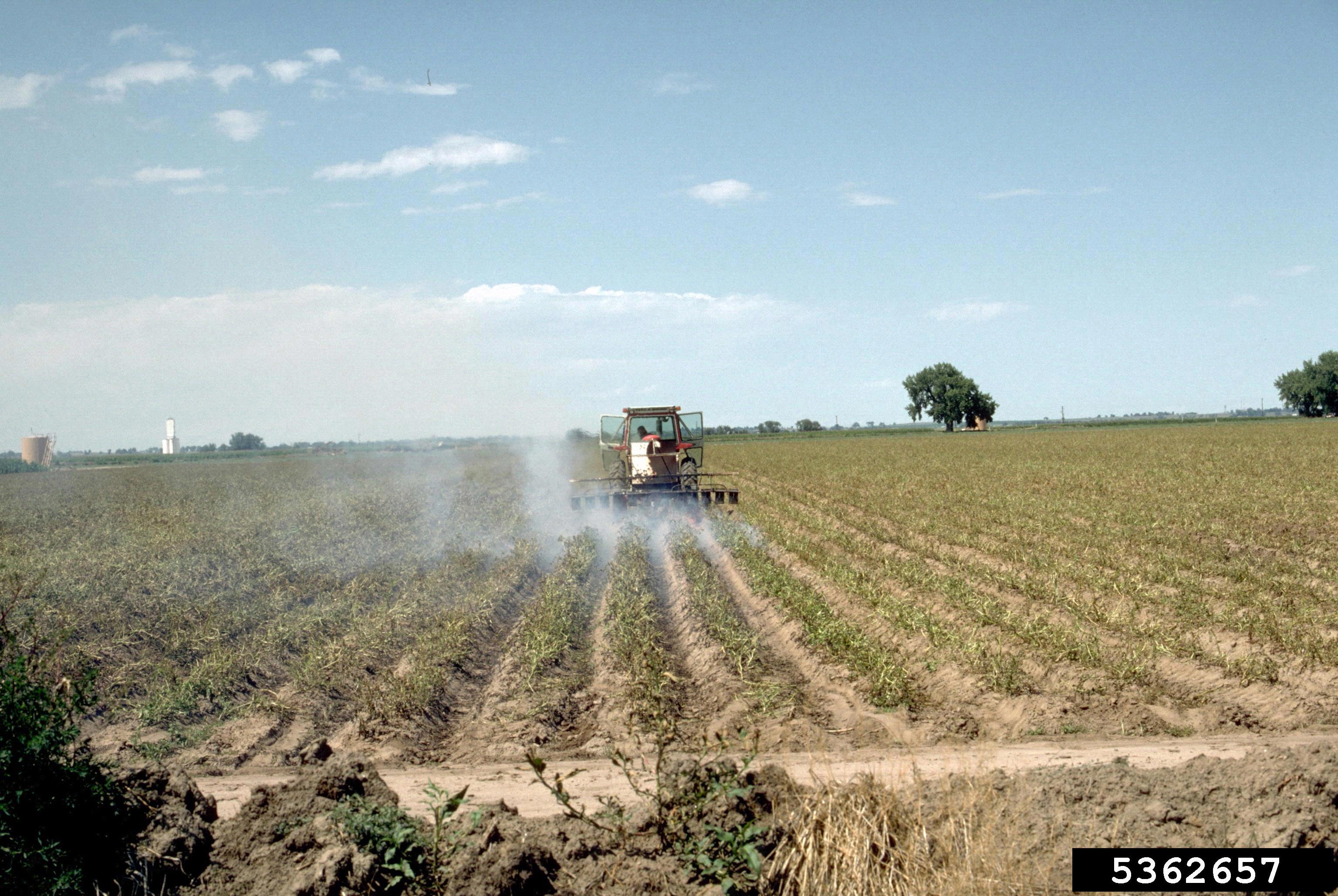
Défanage thermique d'un champ de pommes de terre.

En agriculture, le défanage est une opération culturale qui consiste à détruire, partiellement ou totalement les « fanes », c'est-à-dire les tiges et le feuillage, des pommes de terre avant de procéder à la récolte. En général, le défanage se pratique dix à quinze jours avant la date de la récolte.

## Méthodes de défanage

### En agriculture

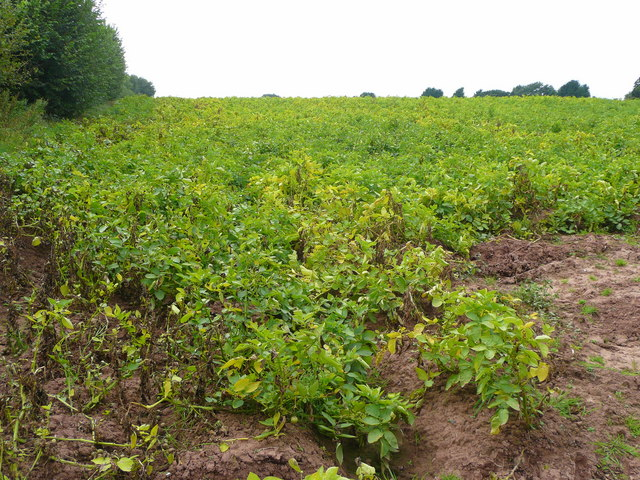
Champ de pommes de terre (Royaume-Uni). Ces champs sont de plus en plus traités par « défanage chimique » avant la récolte, avec un risque accru de lessivage et ruissellement en automne où les pluies sont plus fréquentes.

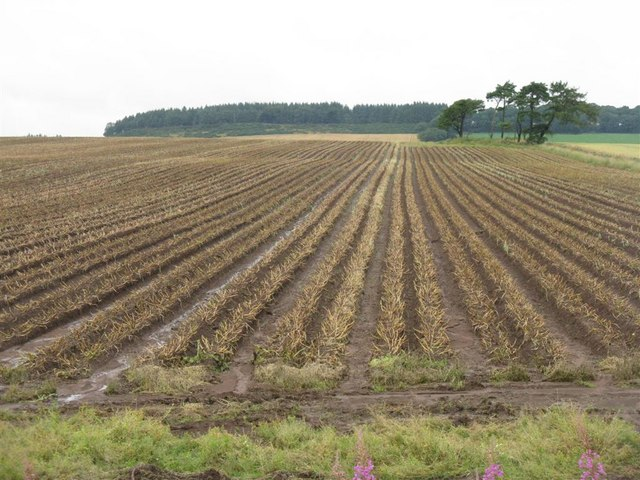
Défanage mécanique (un peu plus long, mais moins polluant en termes d'utilisation de pesticides, notamment utilisé en agriculture biologique.

Cette opération peut se faire de manière physique, manuellement ou à l'aide de machines (défanage mécanique), par brûlage (défanage thermique), ou bien à l'aide de produits herbicides (défanage chimique). On recourt souvent à une combinaison de méthodes mécaniques et chimiques. 
Le défanage chimique est la méthode la plus utilisée. Les principaux produits utilisés pour le défanage chimique sont l'acide sulfurique, le diquat, le paraquat, ou des herbicides contenant du glufosinate d'ammonium.
Le défanage thermique est rapide et a l'avantage de détruire les spores du mildiou. Il est cependant relativement peu utilisé. Il nécessite en effet un équipement spécialisé et surtout beaucoup plus d'énergie que les autres méthodes, ce qui le rend plus onéreux. Il présente aussi certains risques de propagation d'incendie à des cultures voisines. En outre, il n'évite pas les repousses. Il est parfois utilisé en culture biologique.
Le défanage électrique commence à voir le jour. Il permet d'éviter l'utilisation de la chimie, est peu énergivore, car il utilise la puissance mécanique du tracteur (prise de force), ne laisse aucun résidu et n'impacte pas le tubercule. Il peut être associé à un broyage si la variété est très difficile à défaner.

## Objectifs du défanage
L'intérêt du défanage est d'une part de faciliter la récolte mécanisée à l'aide d'arracheuses de pommes de terre, et d'autre part d'améliorer la qualité des tubercules (protection contre certaines maladies, meilleures conditions de conservation ultérieure).
Dans le cas des cultures destinées à produire des plants (semences), le défanage a aussi pour but de limiter la taille de tubercules.  